# ヴァレーゼ・リーグレ
ヴァレーゼ・リーグレ(イタリア語: Varese Ligure)は、イタリア共和国リグーリア州ラ・スペツィア県にある、人口約2,000人の基礎自治体（コムーネ）。

## 地理

### 位置・広がり

#### 隣接コムーネ
隣接するコムーネは以下の通り。括弧内のPRはパルマ県、GEはジェノヴァ県所属を示す。
- アルバレート (PR)
- ベドーニア (PR)
- ボルツォナスカ (GE)
- カッロ
- マイッサーナ
- ネー (GE)
- セスタ・ゴーダノ
- トルノロ (PR)

### 地震分類
イタリアの地震リスク階級 (it) では、2 に分類される
。

## 行政

### 分離集落
ヴァレーゼ・リーグレには、以下の分離集落（フラツィオーネ）がある。
- Buto, Caranza, Cassego, Cavizzano, Codivara, Comuneglia, Costola, Montale, Porciorasco, Salino, San Pietro Vara, Scurtabò, Teviggio, Taglieto, Valletti

## 文化・観光
「イタリアの最も美しい村」クラブ加盟コムーネである。